# Jock Callander
William Darren "Jock" Callander  (* 23. dubna 1961, Regina, Kanada) je bývalý kanadský hokejový útočník.
V NHL, kam nikdy nebyl draftován, odehrál 109 zápasů. Většinu zápasů v kariéře odehrál v IHL, kde dosáhl celkového počtu 1054 odehraných zápasů. V sezóně 1991/1992 neodehrál v základní části NHL žádný zápas, ale byl do týmu Pittsburgh Penguins povolán na play-off. Odehrál zde 12 zápasů a stal se vítězem Stanley Cupu.
Jeho starší bratr Drew byl též lední hokejista a hrál NHL.

## Individuální ocenění
- Bob Clarke Trophy (1981–82)
- Leo P. Lamoureux Memorial Trophy (1986–87)
- James Gatschene Memorial Trophy (1986–87)